# Santiago del Estero (provincie)
Santiago del Estero je argentinská provincie. Leží na severu země.

## Administrativní rozdělení
Provincie sestává z 27 departementů.
1. Aguirre (Pinto)
2. Alberdi (Campo Gallo)
3. Atamisqui (Villa Atamisqui)
4. Avellaneda (Herrera)
5. Banda (La Banda)
6. Belgrano (Bandera)
7. Hlavní město (Santiago del Estero)
8. Choya (Frías)
9. Copo (Monte Quemado)
10. Figueroa (La Cañada)
11. General Taboada (Añatuya)
12. Guasayán (San Pedro de Guasayán)
13. Jiménez (Pozo Hondo)
14. Juan Felipe Ibarra (Suncho Corral)
15. Loreto (Loreto)
16. Mitre (Villa Unión)
17. Moreno (Quimilí)
18. Ojo de Agua (Villa Ojo de Agua)
19. Pellegrini (Nueva Esperanza)
20. Quebrachos (Sumampa)
21. Río Hondo (Termas de Río Hondo)
22. Rivadavia (Selva)
23. Robles (Fernández)
24. Salavina (Los Telares)
25. San Martín (Brea Pozo)
26. Sarmiento (Garza)
27. Silípica (Árraga)